# Nousera gibba
Nousera gibba är en insektsart som beskrevs av Navás 1923. Nousera gibba ingår i släktet Nousera och familjen fjärilsländor. Inga underarter finns listade i Catalogue of Life.